# Pixel art

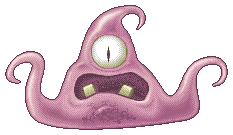
Un exemple de pixel art

El Pixel Art és una forma d'art digital, creat per ordinador a partir de l'ús de programari d'imatges rasteritzades, on les imatges són editades a nivell de píxel. Els gràfics en la majoria de videojocs per a PC antics (o relativament limitats), videoconsoles, calculadores gràfiques o videojocs de mòbil són en la seva majoria pixel art. 

## Història
El terme pixel art va ser publicat per primera vegada per Adele Goldberg i Robert Flegal de Xerox Palo Alto Research Center el 1982.
Algunes formes d'art tradicional, com el punt de creu i algunes classes de mosaics i treballs amb granadures, són molt semblants al pixel art. Aquestes formes d'art construeixen imatges de petites unitats de color de manera similar als píxels dels ordinadors digitals moderns. Un concepte similar en una escala molt més gran es pot trobar en el festival nord-coreà Arirang. 
Hi ha algunes semblances en la tècnica i l'estil del pixel art i altres moviments artístics més antics com l'impressionisme, l'art abstracte i especialment el cubisme.

## Definició
Filtres per imatges (com poden ser el desenfocament o la composició alfa) o eines amb antialiàsing automàtic són considerades per la majoria dels artistes avançats del pixel art com a eines invàlides per a la tècnica, ja que aquestes eines calculen nous valors del píxel de forma automàtica, contrastant amb la distribució manual precisa de píxels associada amb el pixel art.

### Tipus
Els dibuixos acostumen a començar amb l'anomenada line art, que és la línia bàsica que defineix el personatge, edifici o qualsevol cosa que l'artista estigui tractant de dibuixar. Els linearts acostumen a ser traçats sobre dibuixos escanejats i són sovint compartits entre els artistes de pixel art. També existeixen altres tècniques que ressemblen la pintura. 
La paleta limitada de colors normalment implementada al pixel art normalment fomenta l'entramat per aconseguir diferents ombres i colors, però degut a la naturalesa d'aquesta forma d'art aquesta tècnica es realitza de manera artesanal. També es fa servir antialiàsing fet a mà.
Aquí tenim en major detall algunes zones de la imatge superior (El Gunk) mostrant algunes de les tècniques utilitzades: 
1. La forma bàsica de entramat, utilitzant dos colors que repeteixen una seqüència de 2x2 píxels d'àrea. Canviar la densitat de cada color ens porta a diferents tonalitats. 
2. Un entramat estilitzat en àrees de 2x2 píxels aleatòriament distribuït pot produir textures interessants. També és habitual l'ús de petits cercles. 
3. L'antialiàsing, encara que els programes l'afegeixen amb filtres, acostuma a ser a mà, per evitar punts no desitjats al suavitzar corbes i transicions de color. Alguns artistes utilitzen això només internament mantenint les línies exteriors del dibuix de manera que es puguin ajustar a qualsevol fons. Si la imatge utilitza el format PNG, el canal alfa (transparència) pot utilitzar-se per a crear efectes d'antialiàsing amb les imatges que podrien quedar de fons al realitzar-se superposicions. 

### Guardar i compressió
El pixel art és preferiblement guardat en un format d'arxiu que utilitzi un algoritme de compressió sense pèrdua, com una codificació run-length o una paleta de color indexada. GIF i PNG són dos formats d'arxiu utilitzats de forma habitual per a guardar pixel art. El format JPEG es tendeix a evitar perquè el seu algoritme de compressió amb pèrdua està dissenyat per a imatges amb tons continus i suaus i introdueix artefactes de compressió visibles en presència de l'entramat. 
|  |  |  |  |

### Categories

Isomètric

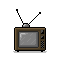
No-isomètric

El pixel art comunament es divideix en dues subcategories: la isomètrica i la no-isomètrica. El tipus isomètric es dibuixa en una projecció dimètrica quasi-isomètrica. S'acostuma a trobar en jocs per dotar-los de vista tridimensional sense utilitzar cap procés de 3D real. Tècnicament, un angle isomètric seria de 30 graus des de l'horitzontal, però s'evita aquesta exactitud perquè els píxels creats amb algoritmes de traçats de línies no seguirien una trama nítida. Per solucionar-ho, es trien línies amb un ratio de 1:2 píxels, que deriven a un angle d'uns 26.57 graus (arctan 0.5). Una subcategoria és planomètrica, que es fa a un angle de 1:1 i ofereix una major amplitud de visió de dalt abaix. Una altra subcategoria és la “perspectiva RPG”, on els eixos x i z (vertical) es combinen en una visió lateral i superior. Aquesta vista encara una aresta en lloc d'un vèrtex.
El pixel art no-isomètric és qualsevol que no escaigui dins la categoria isomètrica, tal com les vistes des de dalt, laterals, frontals, des de baix i de perspectiva. 

## Ajustament a escala

Zoom del 2x interpolat utilitzant la interpolació pel veí més proper (esquerra) i l'algoritme de 2xSaI (dreta)

Quan el pixel art és mostrat en una resolució més alta que la imatge font, és habitualment interpolada utilitzant l'algoritme d'interpolació del veí més proper. Això evita el desenfocament creat per altres algoritmes, com la interpolació bilineal i bicúbica, que interpolen entre píxels adjacents i treballen millor amb tons continus que amb línies o angles rectes. La interpolació pel veí més proper preserva aquests angles, però fa que les línies diagonals es vegin quadriculades, un efecte anomenat pixelació. Per tant, s'han dissenyat algoritmes híbrids per interpolar entre tons continus a la mateixa vegada que es preserva les formes esmolades; aquests intents inclouen el 2xSaI, Super Eagle, i els algoritmes d'alta qualitat hqx. 

## Usos
Habitualment, el pixel art s'emprava en els primers jocs per ordinador i videoconsoles. Fins a mitjans dels 90, el seu ús era obligat degut a les limitacions tècniques dels maquinaris, que forçava a treballar amb una paleta indexada de colors limitada i distribuint meticulosament cada píxel de forma artesanal. Per aquesta raó, en el pixel art clàssic, es tendeix a la economia de mitjans i al minimalisme. Molts exemples de pixel art de l'era daurada dels videojocs han esdevingut icones de la cultura pop, com en el cas de Space Invaders o el sprite de Super Mario Bros.
Amb el creixent ús dels gràfics 3D en els jocs, el pixel art va perdre part del seu ús. Malgrat tot, encara avui és un recurs àmpliament emprat en els àmbits professional i amateur, molt aplicables als telèfons mòbils i a altres dispositius portables donada la seva baixa resolució i el seu espai i memòria limitats. En alguns casos s'utilitza també en publicitat com en el cas de la companyia Bell. El grup eBoy s'especialitza en els gràfics de píxels isomètrics (isometric pixel graphic) per a la publicitat; destaca en revistes com Wired, Popular Science i Fortune 500.
El ressorgiment del pixel art als videojocs ve de la mà de la popularització dels videojocs independents a la segona meitat dels 2000. Degut al baix pressupost que caracteritza aquestes produccions i al marcat caràcter nostàlgic de molts d'ells, el pixel art és una forma habitual de presentar la seva interfaç gràfica. Alguns dels exemples més representatius són jocs com Braid, Super Meat Boy, Fez o Hotline Miami. Alguns, com l'esmentat Fez, no utilitzen estrictament el pixel art en un context 2D, ja que conté una hibridació amb elements 3D. Altres, sense utilitzar l'estil pixel art, també hi apel·len directament, com en el cas del videojoc Minecraft, desenvolupat en 3D però amb gràfics construïts simulant l'efecte píxel.
Les icones dels sistemes operatius amb capacitats gràfiques limitades son també pixel art. El nombre limitat de colors i resolució suposen un repte quan es tracta de representar conceptes e idees complexes de manera eficient. A l'escriptori de Microsoft Windows, les icones son imatges rasteritzades en diverses mides; les més petites no estan necessàriament interpolades a les majors i poden considerar-se pixel art. En els escriptoris GNOME i KDE, les icones es representen principalment en imatges SVG, però també amb optimització manual dels casos del pixel art en PNGs per a les menors mides, com les de 16x16 i 24x24. Un altre ús del pixel art en els escriptoris d'ordinador modern són els favicons. 

Un exemple de pixel art en un videojoc modern, Broforce

El pixel art modern s'ha vist com una reacció a la indústria dels gràfics 3D per part d'aficionats dels gràfics i els videojocs. Molts entusiastes del retro sovint trien mimetitzar l'estil del passat. Alguns veuen el renaixement del pixel art com una restauració de l'edat daurada de les consoles de segona i tercera generació: els seus gràfics, sostenen, eren estèticament més agradables. El pixel art encara roman popular i s'utilitza en els mons virtuals de xarxes socials tals com Citypixel i Habbo, a més d'entre consoles de mà com la Nintendo DS, Nintendo 3DS, PSP, PS Vita i telèfons mòbils, i en videojocs moderns com Superbrothers: Sword and Sworcery EP i FTL: Faster Than Light. Microsoft utilitza el pixel art per a les textures.

## Programari
- Software Deluxe Paint, un editor de gràfics pels ordinadors
- Amiga, freqüentment emprat per artistes del demoscene píxel.
- GrafX2, un editor de bitmap de programari lliure.
- Cosmigo Pro Motion, un editor de gràfics professional utilitzat per crear imatges i animacions amb precisió de píxel, amb un disseny similar a Deluxe Paint.
- Microsoft Paint, l'editor de gràfics rasteritzats incorporat amb Microsoft Windows.
- Pixen, un editor de gràfics i animacions per a Mac OS X dissenyat per al pixel art
- Piskel, un programa online gratuït
- Pixel Art Studio, l'app universal de Windows 10 per fer sprites, pixel art i animacions
- Moai, una plataforma de desenvolupament de videojocs per a mòbils
- Pixel Mural, un mural infinit de pixel art online creat per col·laboradors

## Artistes
Dels artistes que utilitzen el pixel art fora de l'àmbit dels videojocs, trobem eBoy, un grup de pixel art fundat al 1997 per Kai Vermehr, Steffen Sauerteig i Svend Smital. "Vam començar a treballar amb píxels perquè ens encantava la idea de fer imatges només per a la pantalla. És la millor manera de tenir resultats ben definits i nets. A més, treballar amb píxels és divertit i et força a simplificar i a abstraure coses, que és un gran avantatge d'aquesta tècnica".
D'entre tots els artistes que engloben aquest moviment, un dels més coneguts a nivell català és Octavi Navarro (Barcelona, 1979). El 2014 es va embarcar en un projecte, Pixels Huh, amb l'objectiu de crear quadres i peces visuals mitjançant el citat estil; una iniciativa nascuda de la passió que ha crescut fins a proporcionar-li projecció internacional. Fins i tot ha cridat l'atenció de tota una figura com Ron Gilbert, conegut pel seu treball a Maniac Mansion o a Monkey Island, qui l'ha fitxat per al seu videojoc Thimbleweed Park. El propi il·lustrador reconeix que el seu estil representa una "evolució del pixel art clàssic que tots hem arribat a conèixer fa anys donant-li el seu segell personal". Quan van acabar Thimbleweed Park va començar a desenvolupar jocs propis, començant per Midnight Scenes.